# Synagoga Eliasza Wajnberga w Łodzi
Synagoga Eliasza Wajnberga w Łodzi – prywatny dom modlitwy znajdujący się w Łodzi przy ulicy Nowo-Zarzewskiej 6.
Synagoga została zbudowana w 1909 roku z inicjatywy Eliasza Wajnberga. Mogła ona pomieścić 30 osób. Podczas II wojny światowej hitlerowcy zdewastowali synagogę.